# Entreat

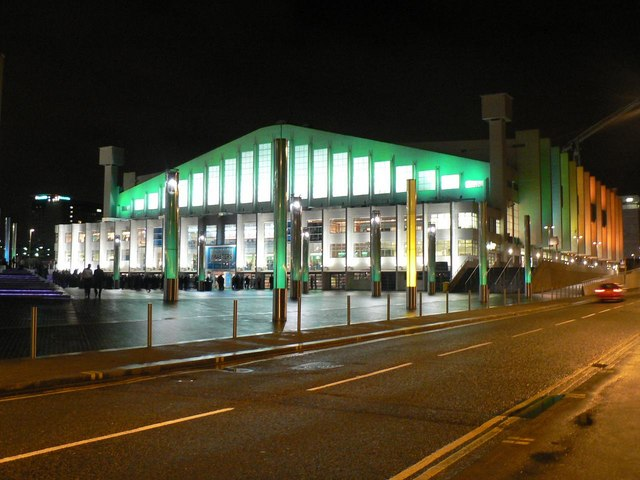
En la imagen, el Wembley Arena, Londres, lugar donde se grabaron las canciones compiladas en el segundo álbum en vivo de The Cure, Entreat (Ruego, traducido al castellano).

Entreat –en español: Ruego– es el segundo álbum en vivo de la banda británica de rock The Cure. Fue publicado el 11 de septiembre de 1990 y lanzado oficialmente a la venta en marzo de 1991. Originalmente, lo obsequiaba la cadena HMV en Inglaterra por la compra de dos LP's del grupo.  

## Historia
Entreat fue grabado en el Wembley Arena de Londres, en julio de 1989. Consiste enteramente en canciones del álbum Disintegration tocadas en su anterior Prayer Tour. Inicialmente fue distribuido en Francia como marketing promocional. Cuando empezaron a aparecer las versiones pirata, las copias se limitaron en Europa.
Las dos últimas pistas aparecen como caras B en el sencillo que se lanzó en América de «Lullaby», «Fascination Street», «Lastdance», «Prayers For Rain» y «Disintegration» fueron incluidas como caras B del sencillo «Pictures of You».

## Recepción

### Posiciones y certificaciones
| Año  | Lista | Posición | Certificación |
| ---- | ----- | -------- | ------------- |
| 1991 | UK    | 10       | —             |
| 1991 | USA   | —        | —             |
| 1991 | AUS   | 25       | —             |
| 1991 | AUT   | 19       | —             |
| 1991 | NZ    | 8        | —             |
| 1991 | SUI   | 31       | —             |

## Listado de canciones

### Edición de 1991
| N.º | Título               | Duración |  |
| 1.  | «Pictures of You»    | 7:08     |  |
| 2.  | «Closedow»           | 4:2      |  |
| 3.  | «Lastdance»          | 4:41     |  |
| 4.  | «Fascination Street» | 5:20     |  |
| 5.  | «Prayer for Rain»    | 4:49     |  |
| 6.  | «Disintegration»     | 7:41     |  |
| 7.  | «Homesick»           | 6:49     |  |
| 8.  | «Untitled»           | 6:33     |  |

## Entreat Plus(2010)
La reedición remasterizada de Disintegration en 2010, trajo consigo un tercer CD de bonus que fue titulado como Entreat Plus, el cual recoge aquellos temas del álbum descartados en la edición de 1991 de Entreat. La versión "plus" resulta ser pues la que completa las doce canciones de Disintegration interpretadas en directo. 

### Edición de 2010
|     |                                                                                   |          |  |  |  |  |  |  |  |  |
| N.º | Título                                                                            | Duración |  |  |  |  |  |  |  |  |
| 1.  | «Plainsong*» (versión en vivo en Wembley, 7/89 - remezcla, 7/09)                  | 5:19     |  |  |  |  |  |  |  |  |
| 2.  | «Pictures of You» (versión en vivo en Wembley, 7/89 - remezcla, 7/09)             | 7:04     |  |  |  |  |  |  |  |  |
| 3.  | «Closedown» (versión en vivo en Wembley, 7/89 - remezcla, 7/09)                   | 4:21     |  |  |  |  |  |  |  |  |
| 4.  | «Lovesong*» (versión en vivo en Wembley, 7/89 - remezcla, 7/09)                   | 3:24     |  |  |  |  |  |  |  |  |
| 5.  | «Lastdance» (versión en vivo en Wembley, 7/89 - remezcla, 7/09)                   | 4:37     |  |  |  |  |  |  |  |  |
| 6.  | «Lullaby*» (versión en vivo en Wembley, 7/89 - remezcla, 7/09)                    | 4:14     |  |  |  |  |  |  |  |  |
| 7.  | «Fascination Street» (versión en vivo en Wembley, 7/89 - remezcla, 7/09)          | 5:10     |  |  |  |  |  |  |  |  |
| 8.  | «Prayers For Rain» (versión en vivo en Wembley, 7/89 - remezcla, 7/09)            | 4:49     |  |  |  |  |  |  |  |  |
| 9.  | «The Same Deep Water As You*» (versión en vivo en Wembley, 7/89 - remezcla, 7/09) | 10:03    |  |  |  |  |  |  |  |  |
| 10. | «Disintegration» (versión en vivo en Wembley, 7/89 - remezcla, 7/09)              | 7:54     |  |  |  |  |  |  |  |  |
| 11. | «Homesick» (versión en vivo en Wembley, 7/89 - remezcla, 7/09)                    | 6:47     |  |  |  |  |  |  |  |  |
| 12. | «Untitled» (versión en vivo en Wembley, 7/89 - remezcla, 7/09)                    | 6:44     |  |  |  |  |  |  |  |  |

- (*) Versiones previamente inéditas.

## Créditos
| The Cure - Robert Smith - (Líder), Guitarrista, voz - Simon Gallup - Bajista - Porl Thompson - Guitarrista - Boris Williams - Baterista - Roger O'Donnell - Teclista | Producción - Producido por: The Cure - Publicado por: Fiction Records Ltd. - Grabado en: Wembley Arena (Londres) (julio de 1989) - Autores de las canciones: Smith/Gallup/Williams/Thompson/O'Donnell/Tolhurst - Mezclas por: Roberts Smith y Bryan "Chuck" New - Ingeniero de sonido: Smudger |